# Francesco Raffaele Piccolo
Francesco Raffaele Piccolo detto Franco (Andria, 18 giugno 1942 – 1º giugno 2021) è stato un politico italiano.

## Biografia
Avvocato, impegnato in politica con il Partito Comunista Italiano. Viene eletto in consiglio regionale della Puglia nel 1980 con oltre 16.100 preferenze. Diventa poi sindaco di Andria nel 1983, restando in carica fino al 1985.
Dopo la svolta della Bolognina aderisce a Rifondazione Comunista, partito con cui viene eletto al Senato con alle elezioni politiche 1992 nella circoscrizione Puglia. Rimane in carica fino al 1994.
Dal 2005 al 2010 torna a coprire l'incarico di consigliere comunale di Andria.
Muore il 1º giugno 2021, poche settimane prima di compiere 79 anni.